# Barahna brooyar
Espèce
Barahna brooyar est une espèce d'araignées aranéomorphes de la famille des Desidae.

## Distribution
Cette espèce est endémique du Queensland en Australie. Elle se rencontre à Brooyar et à Marys Creek.

## Description
Les mâles mesurent de 2,7 à 3,9 mm et la femelle 4,0 mm.

## Étymologie
Son nom d'espèce lui a été donné en référence au lieu de sa découverte, Brooyar.

## Publication originale
- Davies, 2003 : Barahna, a new spider genus from eastern Australia (Araneae: Amaurobioidea). Memoirs of the Queensland Museum, vol. 49, no 1, p. 237-250 (texte intégral).